# Panggung Rejo (Sukoharjo)
Panggung Rejo is een bestuurslaag in het regentschap Pringsewu van de provincie Lampung, Indonesië. Panggung Rejo telt 3606 inwoners (volkstelling 2010).